# Bethamcheria
Bethamcheria is een census town in het district Nandyal van de Indiase staat Andhra Pradesh. 

## Demografie
Volgens de Indiase volkstelling van 2001 wonen er 30977 mensen in Bethamcheria, waarvan 51% mannelijk en 49% vrouwelijk is. De plaats heeft een alfabetiseringsgraad van 52%. 